# Фринчешть (комуна)
Фринчешть, Фринчешті (рум. Frâncești) — комуна у повіті Вилча в Румунії. До складу комуни входять такі села (дані про населення за 2002 рік):
- Белуцоая (157 осіб)
- Віїшоара (307 осіб)
- Дезробіць (761 особа)
- Дженунень (511 осіб)
- Кошань (1559 осіб)
- Менейлешть (943 особи)
- Моштень (506 осіб)
- Сурпателе (187 осіб)
- Фринчешть (668 осіб) — адміністративний центр комуни

Комуна розташована на відстані 163 км на північний захід від Бухареста, 18 км на південний захід від Римніку-Вилчі, 80 км на північ від Крайови, 133 км на південний захід від Брашова.

## Населення
За даними перепису населення 2002 року у комуні проживали 5599 осіб.
Національний склад населення комуни:
| Національність   | Кількість осіб | Відсоток |
| ---------------- | -------------- | -------- |
| румуни           | 5587           | 99,8%    |
| цигани           | 5              | 0,1%     |
| росіяни-липовани | 3              | 0,1%     |
| угорці           | 2              | < 0,1%   |
| українці         | 2              | < 0,1%   |

Рідною мовою назвали:
| Мова       | Кількість осіб | Відсоток |
| ---------- | -------------- | -------- |
| румунська  | 5593           | 99,9%    |
| російська  | 3              | 0,1%     |
| угорська   | 2              | < 0,1%   |
| українська | 1              | < 0,1%   |

Склад населення комуни за віросповіданням:
| Релігія       | Кількість осіб | Відсоток |
| ------------- | -------------- | -------- |
| православні   | 5578           | 99,6%    |
| п'ятдесятники | 12             | 0,2%     |
| римо-католики | 6              | 0,1%     |
| бретрени      | 2              | < 0,1%   |
| реформати     | 1              | < 0,1%   |